# DAIWA CYCLE
DAIWA CYCLE株式会社（ダイワサイクル）は、大阪府吹田市に本社および登記上の本店、神奈川県川崎市に東京本部がある、日本の自転車専門店である。

## 概要
1980年創業。当時は八尾駅の駐輪場経営からスタートした。1982年に自転車販売・修理の小売店も併設するようになり、1990年に「有限会社大和」として設立される。
1999年、八尾市にチェーン展開の第1号店「だいわ自転車青山店」がオープン。
2001年に株式会社に改組される。
以後、関西地方を中心に営業展開を始め、2006年からインターネット通販を開始。
2007年6月、東京都に初出店、世田谷区に「だいわ自転車世田谷烏山店」をオープン。
2008年12月、兵庫県に初出店、兵庫県尼崎市に「サイクルスタジオ・シルバーリングつかしん店」をオープン。
2009年9月、埼玉県に初出店、三郷市に「サイクルスタジオ・シルバーリング新三郷店」をオープン。
2009年12月、神奈川県に初出店、川崎市宮前区に「だいわ自転車宮前店」をオープン。
2010年9月、愛知県に初出店、名古屋市昭和区に「だいわ自転車滝子店」をオープン。
2014年3月、千葉県に初出店、千葉県流山市に「サイクルスタジオ・シルバーリング流山おおたかの森店」をオープン。
2020年7月、京都府に初出店、京都市上京区に「ダイワサイクル今出川店」をオープン。
2021年1月1日付けをもって、商号を現在のDAIWA CYCLE株式会社に変更し、本社社屋を吹田市江坂ソリトンビル5Fに移転した。
2022年3月、東京都練馬区に「ダイワサイクル練馬土支田店」がオープンし、店舗数100店舗を達成。
2022年11月、奈良県に初出店、奈良県磯城郡に「ダイワサイクル田原本店」をオープン。
2023年11月8日に東京証券取引所グロース市場へ上場。

## 展開するブランド
3つの店舗ブランドを展開しており、各ブランドでコンセプトや特性が異なっている。
- DAIWA CYCLE（ダイワサイクル）

ロードサイドを中心に展開する自転車専門店で、地域特性に合わせた商品構成に力を入れている。
- DAIWA CYCLE STYLE（ダイワサイクルSTYLE）

大型ショッピングモールを中心に展開するファミリー向けの自転車専門店。
- DAIWA CYCLE PRO（ダイワサイクルPRO）

ロードバイクを中心としたスポーツバイク専門店で、フィッティングマシンを完備している。

ダイワサイクルでは、同チェーン店で購入した自転車であれば、出張費無料で出張修理が可能（他店舗で購入したものも修理はできるが、その場合は別途出張費が必要）である。ただし、実店舗がある都道府県の指定地域に限る。

### 過去に存在したブランド
- Cycle studio silver ring（サイクルスタジオ・シルバーリング）

大型ショッピングモールを中心に展開していたが、DAIWA CYCLE STYLEにブランド名を変更した。
- Cycle studio silver ring PRO（サイクルスタジオ・シルバーリングプロ）

スポーツバイク専門店として展開していたが、DAIWA CYCLE PROにブランド名を変更した。

## 店舗展開
実店舗は全国130か所（2024年9月現在）で、埼玉県、千葉県、東京都、神奈川県、愛知県、京都府、大阪府、兵庫県、滋賀県に展開している。